# 菲德爾 (喬治亞州)
菲德爾（英語：Fidelle）是位於美國喬治亞州戈登縣的一個非建制地區。該地的面積和人口皆未知。

## 地理
菲德爾的座標為34°36′15″N 84°49′14″W / 34.60417°N 84.82056°W，而該地的平均海拔高度為210米（即689英尺）。